# Dolná Ždaňa
Dolná Ždaňa – wieś (obec) na Słowacji położona w kraju bańskobystrzyckim, w powiecie Żar nad Hronem. Pierwsze wzmianki o miejscowości pochodzą z roku 1391. 
Według danych z dnia 31 grudnia 2012, wieś zamieszkiwało 845 osób, w tym 432 kobiety i 413 mężczyzn.
W 2001 roku rozkład populacji względem narodowości i przynależności etnicznej wyglądał następująco:
- Słowacy – 96,65%
- Czesi – 0,15%
- Niemcy – 0,15%
- Polacy – 0,3%
- Romowie – 2,13%
- Węgrzy – 0,15%

Ze względu na wyznawaną religię struktura mieszkańców kształtowała się w 2001 roku następująco:
- Katolicy rzymscy – 92,68%
- Ewangelicy – 0,3%
- Prawosławni – 0,3%
- Ateiści – 4,73%
- Nie podano – 1,07%